# Charles Michel (sinologue)
Pour les articles homonymes, voir Charles Michel (homonymie) et Michel.

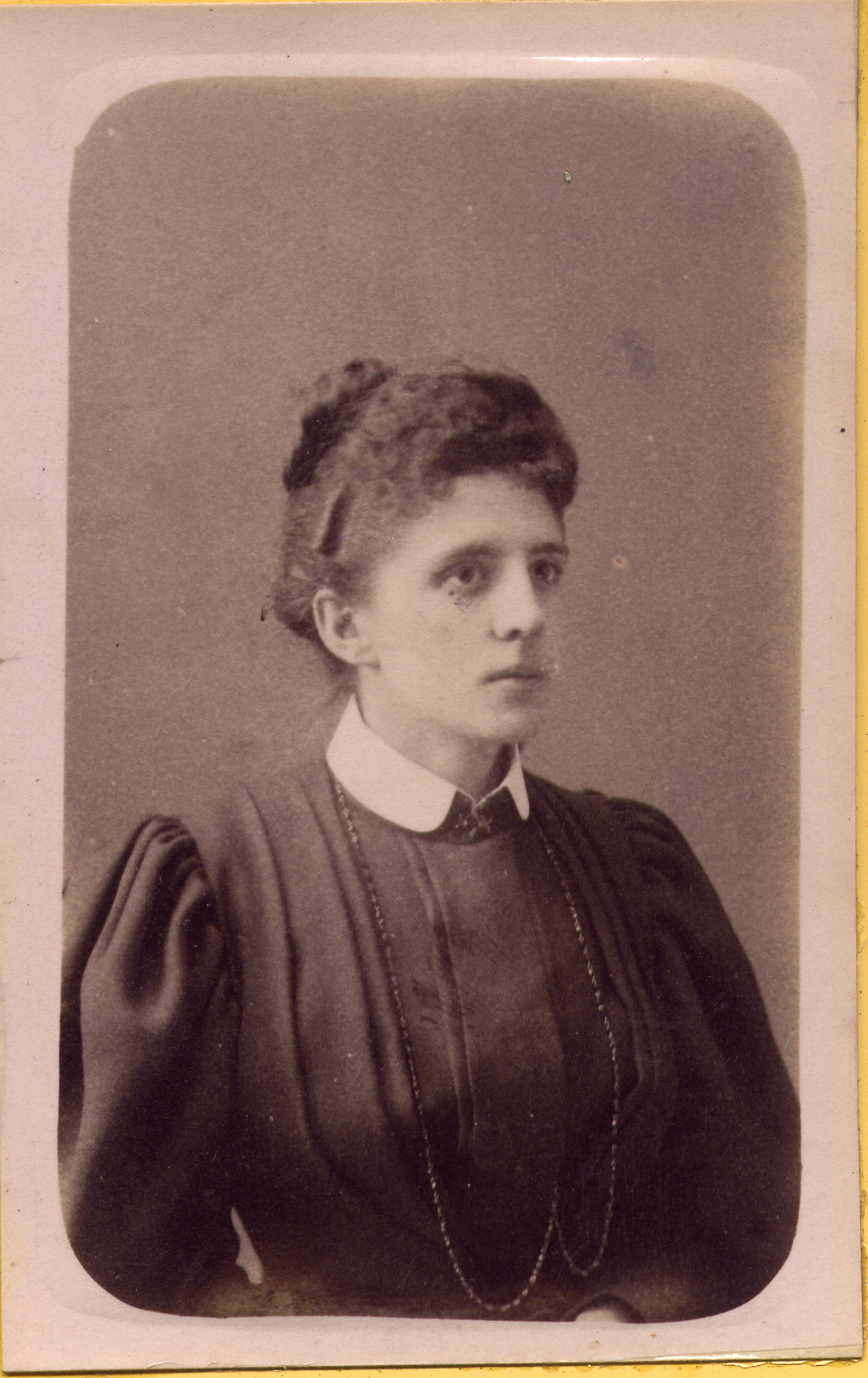
Isabelle Straatman, épouse du sinologue Charles Michel.

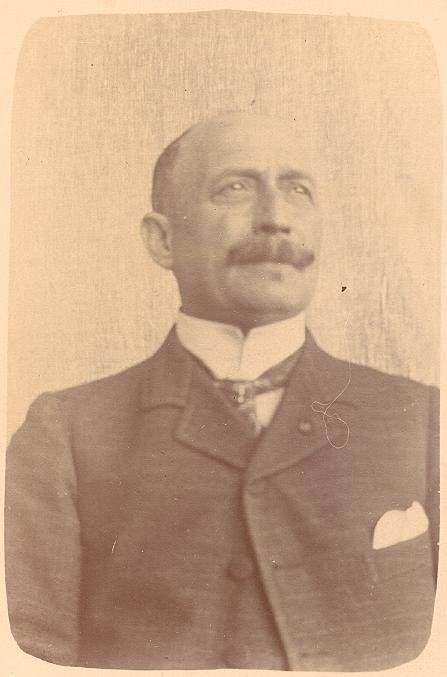
Le sinologue Charles Michel, âgé, vers 1920

Charles Pierre Michel est un sinologue et diplomate belge, né à Flessingue (Pays-Bas) le 9 janvier 1853 et décédé en sa demeure Grand-Place à Bourgeois (Rixensart, Brabant wallon), le 26 juillet 1920, commune où il s’était établi après avoir longtemps résidé à Uccle, avenue des Chênes, 3 (actuel numéro 19)
Il était le fils de Pierre Michel et de Jeanne Jacqueline Adriaenssens.
Son épouse, Isabelle Straatman, née en 1865, était la petite-fille de l’armateur bruxellois Lambert Straatman et la nièce des généraux Rouen et Beaudrihaye, elle était également la cousine de Lola Battaille épouse du célèbre explorateur et océanographe le docteur Arthur Tacquin.
Charles Michel et Isabelle Straatman eurent deux fils : Paul F. Michel, « chef de service des Ets. Maurice Fievez » et Carl Michel, qui fut médecin sur un bateau.

## Carrière

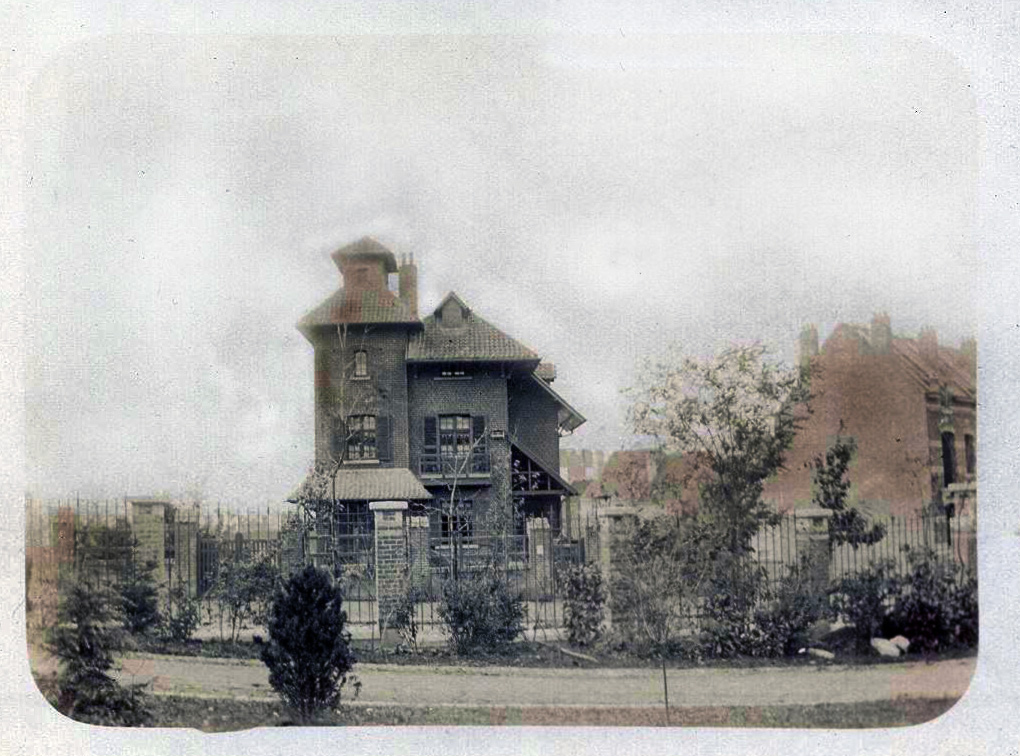
Vue colorée de la « villa Michel », avenue des Chênes, no 3 à Uccle (actuellement numéro 19, ayant subi des transformations du toit de la tourelle de gauche).

Il joua un rôle important dans la première délégation belge en Chine.
Jo Gérard décrit ce « Belge de grande classe » : « Le front haut, la moustache conquérante, le regard loyal c'est un homme de valeur. Arrivé en Extrême-Orient dès 1875, il apprend le chinois à la perfection et assume les fonctions de secrétaire de notre légation tout en entretenant avec les mandarins influents et leur entourage des relations aussi courtoises que nuancées. »
De 1884 à 1896, il fut l'unique chargé d'affaires belge à Pékin et joua un rôle de grande efficacité dans les négociations préalables à la création du chemin de fer Pékin-Hankow.
Il était à une certaine époque un des rares Européens présents en Chine, et il inspira au poète Victor Segalen le personnage de René Leys.
Lors de son départ de Chine en 1898 l'empereur de Chine lui décerna l'ordre du Double Dragon. 
Charles Michel fut l’un des premiers sinologues laïques belges, ses prédécesseurs étant presque tous des ecclésiastiques. Retourné dans sa patrie, il mit ses connaissances au service de tous et il enseigna le chinois à l'Institut supérieur de commerce à Anvers et, à Mons, à l'Institut commercial des industries, ainsi qu'au Cercle polyglotte de Bruxelles.
Il fut un des promoteurs de la création d'une chambre de commerce sino-belge dont Raoul Warocqué, le magnat de l'industrie charbonnière, assura la présidence.
Il habita longtemps une villa, avenue des Chênes, no 3, à Uccle, ensuite vers 1914-1915 il alla s'établir à Rixensart Grand'Place au  hameau de Bourgeois une villa devant laquelle dans la courbe passait le chemin de fer vicinal à vapeur. Après sa mort, sa veuve Isabelle Straatman alla après guerre s'établir à Rijmenam où elle se fit construire une villa par son cousin l'architecte Paul van Dievoet fils d'Henri.